# Heinz-Günter Wittmann
Heinz-Günter Wittmann (* 16. Januar 1927 in Groß Stürlack, Kreis Lötzen, Ostpreußen; † 31. März 1990) war ein deutscher Biochemiker, der vor allem durch seine Arbeiten zur Aufklärung der Ribosomenstruktur bekannt wurde.

## Leben
Wittmann wurde in Groß Stürlack in Ostpreußen geboren und wuchs auf dem dortigen Gut Marienhof seiner Eltern auf. Als 16-Jähriger wurde er zur Wehrmacht eingezogen und geriet im Mai 1945 in britische Kriegsgefangenschaft. Nach seiner Entlassung im Juni 1945 machte er sich zunächst auf die Suche nach seiner Familie und versuchte wieder nach Ostpreußen zu gelangen. Dabei wurde in der sowjetischen Besatzungszone erneut festgenommen, konnte jedoch flüchten. Nachdem die Familie bis auf den Vater wieder vereint, aber durch den Krieg völlig mittellos geworden war verdingte er sich zum Broterwerb in Westfalen als Landarbeiter auf Bauernhöfen. 1947 machte er das Abitur und begann ab 1949 ein Studium der Landwirtschaft an der Landwirtschaftlichen Hochschule Stuttgart-Hohenheim, der späteren Technischen Hochschule Stuttgart. Dies schloss er 1951 mit der Diplomarbeit „Das Problem der pflanzlichen Immunität insbesondere gegen Viruskrankheiten“ ab. Es folgte ein Studium der Biologie und der Chemie an der Universität Tübingen, an der er 1956 im Fach Genetik bei Georg Melchers am Max-Planck-Institut für Biologie promoviert wurde. Das Thema seiner Dissertation lautete „Untersuchungen über die Bedeutung von Temperatur und genetischer Konstitution für die Mutabilität von Bakteriophagen“.
Von 1956 bis 1957 ging Wittmann mit einem Forschungsstipendium an die University of California, Berkeley. Nach seiner Rückkehr nach Deutschland bekam er eine Anstellung am Max-Planck-Institut für Biologie in Tübingen bei Georg Melchers, ab 1962 wurde er Privatdozent für Genetik an der Universität Tübingen. 1964 wurde Wittmann Direktor des neu gegründeten Max-Planck-Instituts für molekulare Genetik in Berlin-Dahlem und ab 1968 Professor in Berlin. Im Jahr 1964 wurde er zum Mitglied der Leopoldina gewählt und 1979 zum Mitglied in der American Academy of Arts and Sciences.

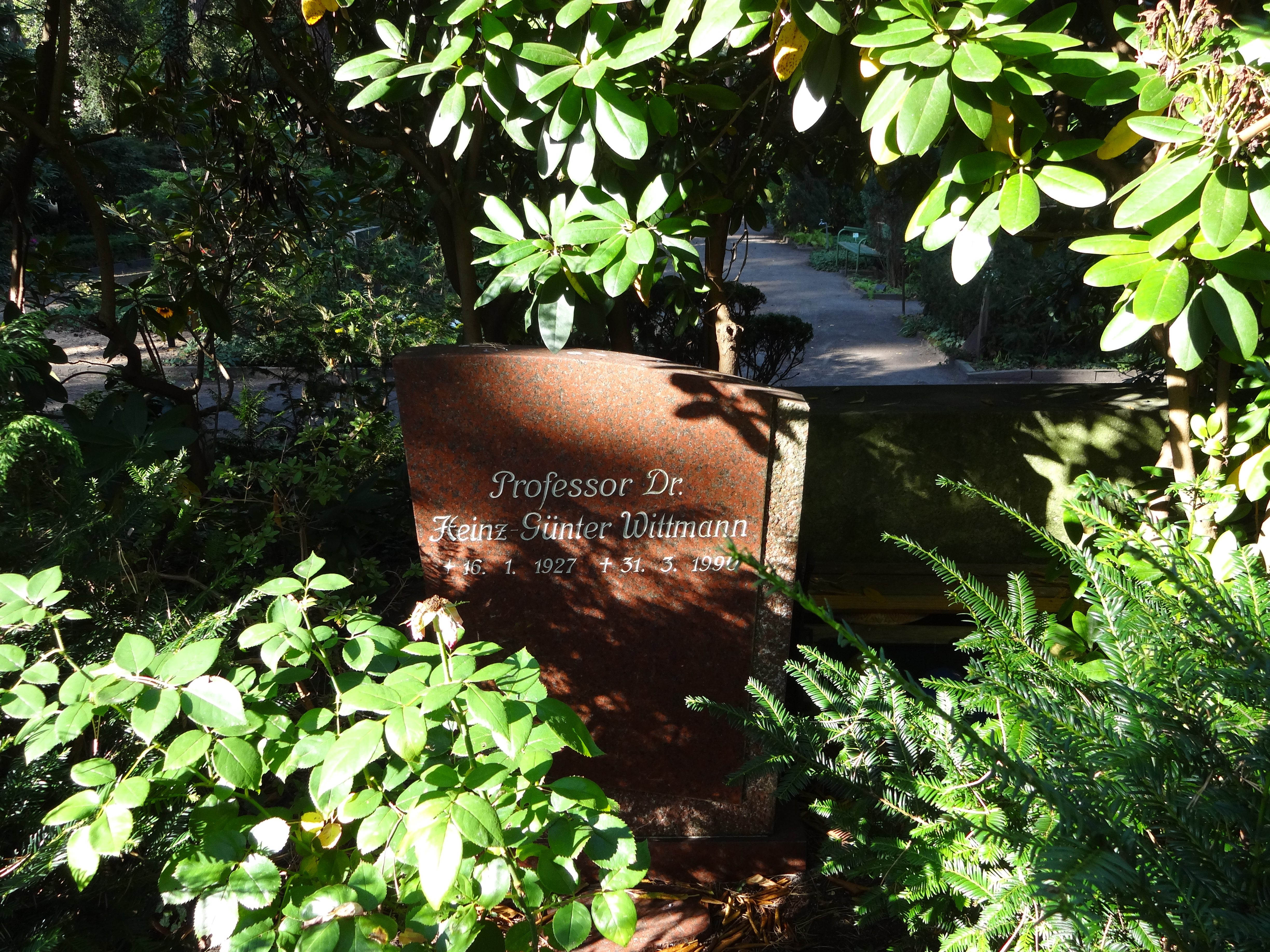
Grabstätte

Er war Mitglied der Akademie der Wissenschaften zu Berlin und erhielt 1978 die Ehrendoktorwürde am Fachbereich Humanmedizin an der Freien Universität Berlin. 1989 bis 1990 war er Vorsitzender der Gesellschaft Deutscher Naturforscher und Ärzte. Er wirkte bis kurz vor seinem Tod 1990 in Berlin. Er ist auf dem Waldfriedhof Dahlem bestattet.
Er war verheiratet mit der mehrfach ausgezeichneten Chemikerin Brigitte Wittmann-Liebold (* 1931).
Zu seinen Schülern gehört Knud Nierhaus.

## Werk
Wittmann forschte über den genetischen Code und über das Tabakmosaikvirus, sein Schwerpunkt lag allerdings bei der Erforschung der Ribosomen. Er lieferte bedeutende Beiträge zur Aufklärung der Struktur und Biogenese dieser Zellorganellen und untersuchte die Wirkung von Antibiotika auf die Proteinbiosynthese. Dabei erkannte er als erster das Ribosom als Basis der Protein-Biosynthese in der Zelle und klärte die strukturelle und funktionelle Topografie derselben auf.

## Veröffentlichungen (Auswahl)
- Ribosomen und Proteinbiosynthese. Westdeutscher Verlag, Opladen 1979.
- Ansätze zur Entschlüsselung des genetischen Codes. In: Naturwissenschaften 48, 1961
- Ribosomal protein 12: Number of proteins in small and large ribosomal subunits of Escherichia coli as determined by two-dimensional gel-electrophoresis. In: Proceedings of the National Academy of Science USA 67, 1970.
- Die Eiweißfabriken der Zelle. Aufbau und Arbeitsweise der Ribosomen, Festvortrag auf der Hauptversammlung der Max-Planck-Gesellschaft 1976 in Stuttgart, in: Max-Planck-Gesellschaft, Jahrbuch 1976, Vandenhoeck und Ruprecht, Göttingen 1976, S. 19–39

## Ehrungen
- 1975: Sir-Hans-Krebs-Medaille, Federation of European Biochemical Societies (FEBS)
- 1975: Robert-Koch-Preis
- 1975: Feldberg-Preis
- 1976: Otto-Warburg-Medaille
- 1977: Gregor-Mendel-Medaille
- 1978: Dr. phil. h. c. der Universität Salzburg
- 1978: Dr. med. h. c. der Freien Universität Berlin
- 1979: Foreign Member of the American Academy of Arts and Sciences
- 1984: Albrecht-von-Graefe-Medaille der Berliner Medizinischen Gesellschaft

## Belege

### Zitierte Belege
1. ↑  Mitgliedseintrag von Günter Wittmann (mit Bild) bei der Deutschen Akademie der Naturforscher Leopoldina, abgerufen am 11. Februar 2016.
2. ↑  Ehrenpromotionen an der FU Berlin
3. ↑  Meldung des MDC Berlin über die Verleihung des Beckurts-Preises an Wittmann-Liebold, abgerufen am 11. Februar 2016

| Personendaten    | Personendaten              |
| ---------------- | -------------------------- |
| NAME             | Wittmann, Heinz-Günter     |
| KURZBESCHREIBUNG | deutscher Biochemiker      |
| GEBURTSDATUM     | 16. Januar 1927            |
| GEBURTSORT       | Groß Stürlack (Ostpreußen) |
| STERBEDATUM      | 31. März 1990              |